# Rhabdodendron
Rhabdodendron — род цветковых растений, выделяемый в самостоятельное семейство Rhabdodendraceae порядка Гвоздичноцветные (Caryophyllales). Включает 3 вида деревьев, распространенных в Южной Америке.

## Систематическое положение
Семейство Rhabdodendraceae было признано лишь в последние несколько десятилетий. Система APG II (2003) относит его в порядок Гвоздичноцветные (Caryophyllales), кладу эвдикот. Система Кронквиста (1981) помещает его в порядок Розоцветные (Rosales). До выделения семейства Rhabdodendraceae систематическое положение рода Rhabdodendron не было точно определено, и в разных системах его относили к различным семействам.

## Виды
По информации базы данных The Plant List (на июль 2016), род включает 3 вида:
- Rhabdodendron amazonicum (Spruce ex Benth.) Huber
- Rhabdodendron crassipes (Benth.) Sandwith
- Rhabdodendron macrophyllum (Spruce ex Benth.) Huber